# Usman Mohammed
Usman Mohammed, né le 2 mars 1994 à Kaduna au Nigeria, est un footballeur international nigérian, qui évolue au poste de milieu de terrain.

## Biographie

### Carrière en club
En juillet 2016, Usman Mohammed signe un contrat de deux ans en faveur du club portugais de l'União Madeira.

### Carrière internationale
Avec l'équipe du Nigeria des moins de 23 ans, Usman Mohammed participe à la Coupe d'Afrique des moins de 23 ans 2015 organisée au Sénégal. Lors du tournoi, il inscrit un but contre le Mali. Le Nigeria remporte la compétition en battant l'Algérie en finale.
Il est convoqué pour la première fois en équipe du Nigeria, pour un match amical contre le Niger le 8 septembre 2015. Le match se solde par une victoire 2-0 des Nigérians.
Il fait partie de la liste des 18 joueurs nigérians sélectionnés pour disputer les Jeux olympiques d'été de 2016. Il dispute six rencontres, lors de la compétition qui voit le Nigeria remporter la médaille de bronze.

## Palmarès
- Vainqueur de la Coupe d'Afrique des moins de 23 ans en 2015
- Médaille de bronze aux Jeux olympiques d'été de 2016